# Francesco Attolico
Francesco Attolico, född 23 mars 1963 i Bari, är en italiensk vattenpolomålvakt. Han ingick Italiens landslag vid olympiska sommarspelen 1992, 1996 och 2000.
I OS-turneringen 1992 tog Italien guld och 1996 brons. I Sydney blev laget femma.
Attolico tog VM-guld 1994 i Rom och EM-guld 1993 i Sheffield samt 1995 i Wien.